# Cryptella famarae
Cryptella famarae is een slakkensoort uit de familie van de Parmacellidae. De wetenschappelijke naam van de soort is voor het eerst geldig gepubliceerd in 1991 door Hutterer & Groh.